# 托雷蘆鯉
托雷蘆鯉（学名：Thryssocypris tonlesapensis）为輻鰭魚綱鯉形目鲤科的其中一種，分布於亞洲湄公河流域，為特有種，體長可達6.4公分，可做為食用魚。

## 扩展阅读
維基物種上的相關：托雷蘆鯉